# Ulica Zachodnia w Łodzi
Ulica Zachodnia – ulica w środkowej części Łodzi, długości około 2,1 kilometra, biegnąca od węzła przy targowisku „Dolna” do ul. Zielonej, gdzie przechodzi w al. Kościuszki.

## Historia

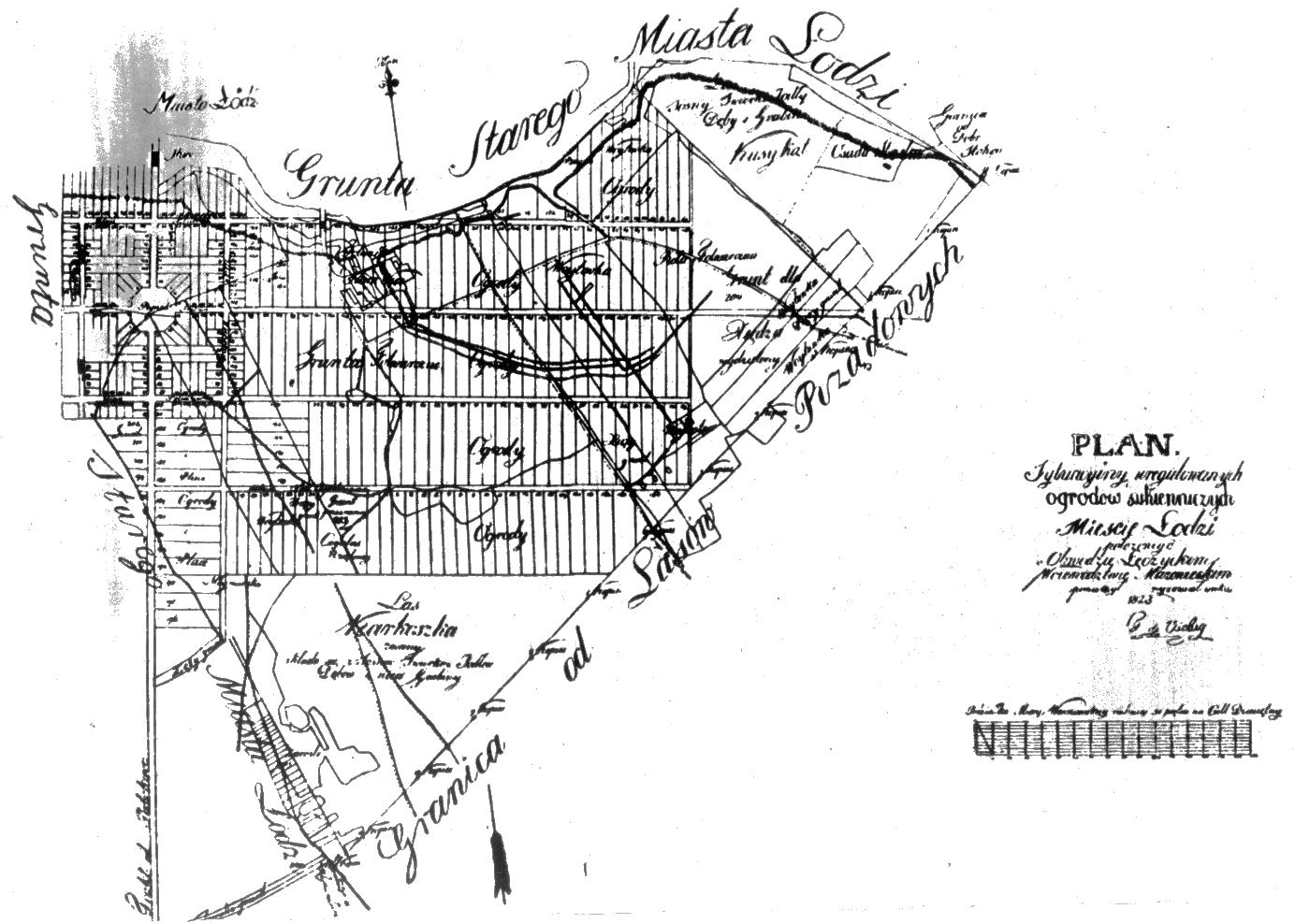
Plan regulacji Łodzi z 1823 roku

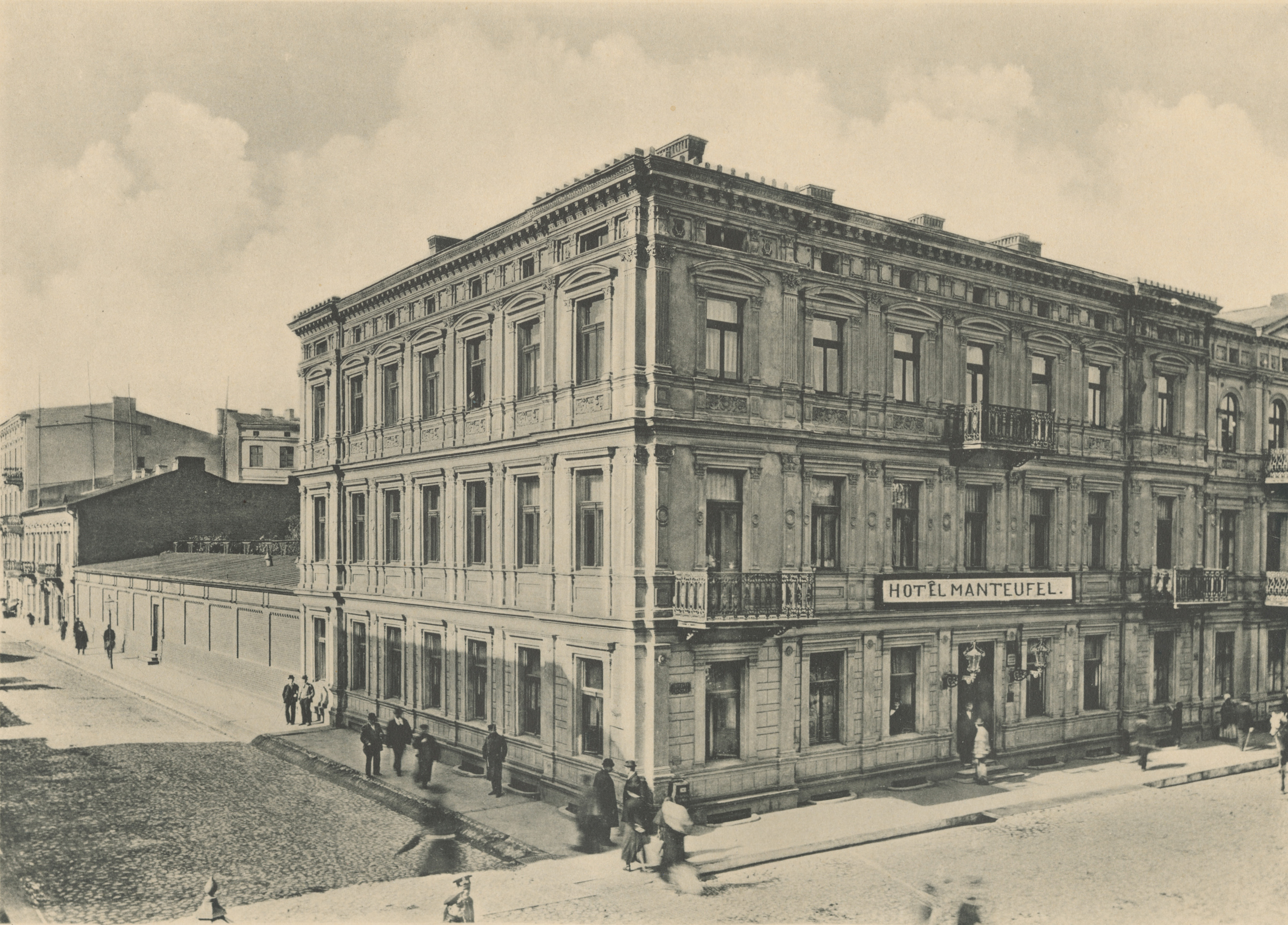
Budynek hotelu i restauracji Manteufel znajdujący się przy ulicy Zachodniej (fot. Bronisław Wilkoszewski, 1896)

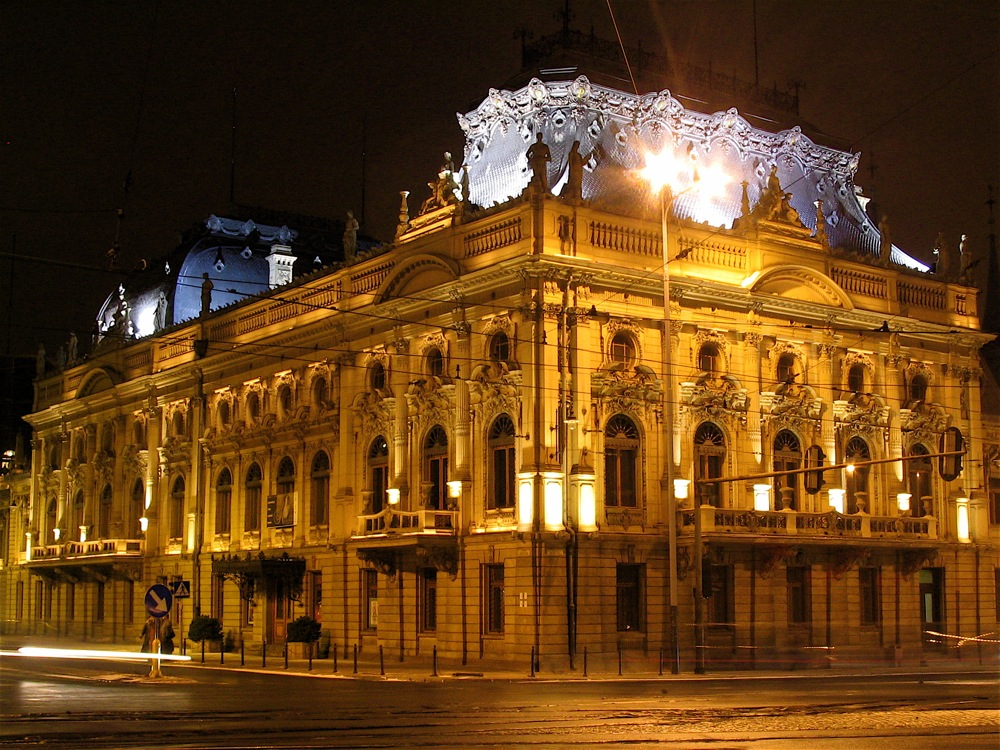
Pałac Izraela Poznańskiego na skrzyżowaniu ulic Zachodniej i Ogrodowej

Ulica powstała w latach 1821–1823 wraz z regulacją (wyznaczeniem) osady sukienników, którą nazwano Nowe Miasto. Nowa osada została umiejscowiona na przeciwległym brzegu rzeczki Łódka, na południe od Starego Miasta. Osiedle zaprojektowane zostało na bazie kwadratu z oktagonalnym rynkiem (Rynek Nowego Miasta – dzisiejszy plac Wolności), na którym krzyżowały się prostopadłe ulice. Kontur osady ograniczały ulice: Zachodnia, Północna, Wschodnia i Południowa.
W czasie II wojny światowej zmieniono nazwę ulicy na Hermann-Göring-Straße.
Na początku lat 40. XIX w. ulica Zachodnia została połączona na północy z ulicą Stodolnianą na Starym Mieście. Odcinek południowy Południowa – Zielona powstał ok. połowy XIX wieku. Dwujezdniowy odcinek ul. Ogrodowa – ul. Lutomierska (a zapewne do Limanowskiego) został oddany do użytku 21 lipca 1951 roku jako tzw. trasa „Północ-Południe” (N-S). W roku 1953 oddano do użytku węzeł komunikacyjny na skrzyżowaniu z ul. Ogrodową. Drugą (wschodnią) jezdnię na odcinku południowym trasy „Północ-Południe”, pomiędzy ulicami Zieloną a Ogrodową, wybudowano po 1965 roku. Ostatni, północny odcinek ul. Limanowskiego – ul. Zgierska wybudowano ok. połowy lat 70. XX w.
W ten sposób dołączono do Zachodniej przedwojenne ulice Stodolnianą, Wesołą i Masarską biegnące od Pałacu Poznańskiego do rejonu obecnego targowiska „Dolna” (gdzie ulica Zachodnia łączy się z ul. Zgierską). Na całej długości od ul. Zielonej do rynku przy Dolnej wybudowano dwujezdniową drogę z torami tramwajowymi pośrodku. Podczas tej operacji wyburzono kilkadziesiąt kamienic tworzących wschodnią pierzeję ulicy na przestrzeni prawie 1 km, między ulicami Ogrodową a Zieloną, w tym wiele cennych przykładów budownictwa modernistycznego. Powstała w ten sposób luka w zabudowie centrum miasta negatywnie odbija się na estetyce ulicy.

## Synagogi przy Zachodniej
Przy ulicy istniały:
- Synagoga w Łodzi (ul. Zachodnia 29)
- Synagoga Chaskiela Działowskiego w Łodzi (ul. Zachodnia 40)
- Synagoga Majera Berlinera w Łodzi
- Synagoga Majera Czaryskiego w Łodzi
- Synagoga Josela Urysona w Łodzi (ul. Zachodnia 66)